# Elizabeth Stafford (contessa di Sussex)
Elizabeth Stafford (1479 – 11 maggio 1532) è stata una nobile inglese.

## Biografia
Era figlia di Henry Stafford, II duca di Buckingham e di Catherine Woodville, sorella della regina Elisabetta Woodville.
Suo padre venne giustiziato per ordine di Riccardo III d'Inghilterra il 2 novembre 1483. Sua madre si risposò con Jasper Tudor, nato dal secondo matrimonio della regina Caterina di Valois con Owen Tudor.
Dopo la morte di Tudor il 21 dicembre 1495, Catherine sposò Sir Richard Wingfield.
Elizabeth rimase sotto la custodia di sua madre fino al proprio matrimonio.
Venne data in sposa dopo il 23 luglio 1505 a Robert Radcliffe, I conte di Sussex a cui diede tre figli:
- Henry Radcliffe, II conte di Sussex (1507–1542);
- Sir Humphrey Radcliffe (c. 1508 - 13 agosto 1566) di Elstow, Bedfordshire;
- George Radcliffe[2].